# 兹德涅克·什赖纳
兹德涅克·什赖纳（捷克語：Zdeněk Šreiner，1954年6月2日—2017年11月28日），捷克男子足球运动员，场上位置是中场。他曾代表捷克斯洛伐克国奥队参加1980年夏季奥林匹克运动会足球比赛，获得一枚金牌。